# 森川俊徳
森川 俊徳（もりかわ としのり）は、下総生実藩の第11代藩主。
天保15年（1844年）、伊勢亀山藩の第9代藩主・石川総紀の次男として生まれる。安政5年（1858年）に生実藩の第10代藩主・森川俊位が死去したため、その養子として家督を継いで第11代藩主となり、11月23日に従五位下・出羽守に叙位・任官する。万延元年（1860年）4月2日に日光祭祀奉行に任じられた。
文久2年（1862年）10月24日に死去した。享年19。跡を末期養子の俊方が継いだ。

## 系譜
父母
- 石川総紀（実父）
- 森川俊位（養父）

養子
- 森川俊方 ー 酒井忠方の六男